# Henry de Heaulme
Marie Joseph Aimé Albert Jean Baptiste « Henry » de Heaulme (né le 23 juin 1899 à La Réunion et mort le 29 novembre 1986 en Dordogne à Port-Sainte-Foy) est un propriétaire de plantation, entrepreneur et homme politique français à Madagascar.

## Vie et carrière
Henry de Heaulme fait partie des huit enfants du planteur Narcisse de Heaulme (1856-1945) et de Marie Bellier de Villentroy (1866-1962) vivant sur l'île de La Réunion. Il participe à la Première Guerre mondiale avec ses quatre frères. Lorsque les cinq frères reviennent sains et saufs, Marthe de Heaulme (1902-1994) entre dans l'Ordre des Sœurs de la Miséricorde de Fort Dauphin comme sœur Gabrielle conformément à un vœu qu'elle avait fait. En tant que « petite sœur des pauvres », elle est à l'origine de la fondation de deux autres communautés dans le sud de Madagascar et d'un centre social à Amboasary. Ses efforts et ses œuvres, notamment lors des grandes famines de 1942-1943 et 1947-1949, resteront gravés dans les mémoires des nécessiteux de la population locale.
Après la fin de la guerre, Henry s'installe au port de Tamatave avec son jeune frère Alain de Heaulme. Conformément à la tradition familiale, c'est leur frère aîné qui avait repris les terres de la famille (probablement Roland de Heaulme (1889-1974)). Les deux frères achetèrent une plantation près de Tananarive. Mais ils quittèrent les hauts plateaux sur les conseils des médecins, abandonnèrent la plantation et travaillèrent pour leur oncle Pierre Bellier de Villentroy  dans le sud de l'île. Fin 1926, Henry épouse la fille de la magnat du mica Marcelle Bellier de Villentroy. En mai 1928, avec sa femme enceinte, Henry descend vers le sud avec une Harley-Davidson avec side-car jusqu'à Fort Dauphin. Là-bas, Henry s'occupe de l'expédition et de l'exportation mica.  

### Création de l'entreprise sisal
A la recherche de bois adapté aux caisses de transport, il traverse la rivière Mandrare près de Berenty en 1936. Avec son frère Alain, il acquiert des forêts et des terres des Antandroy Mahafaha à Ankoba. Henry est devenu un frère de sang du roi Antandroy Tsiongakarivo. 
D'autres « colons » venus de France s'installent dans la vallée du Mandrare : les Confolent, les Gallois et François et Aymar de Guitaut. Les frères ont planté du sisal, construit des installations de transformation et acheté une machine à vapeur allemande à volant (construite en 1928) et une tronçonneuse. Pour les ouvriers et les familles de Berenty, ils construisirent des baraquements résidentiels, une école et une infirmerie, qui furent ensuite dirigées par Chantal, la fille d'Henry.
Henry de Heaulme a fait aménager sur 6 000 hectares de forêt, dont 100 hectares de forêt galerie sur le Mandrare, une réserve naturelle pour les lémuriens qui y vivent, notamment le propithèque blanc et le lémur catta, qui se distingue par sa queue enroulée.
Durant la lutte pour l'indépendance des Malgaches pour la liberté, qui dura de 1947 à 1949, Henry de Heaulme, accompagné du capitaine Martin et d'autres colons, empêcha l'exécution de 117 insurgés par un tribunal de police de Fort Dauphin. Il a également mené campagne avec succès pour le remplacement du commissaire de police Gervais, responsable de la torture des prisonniers.

### Période d'après-guerre
Les prix élevés payés par la France pour le sisal de Madagascar à la fin des années 1940 et le plan Marshall, qui a aidé l'Europe à se redresser économiquement, ont également fait augmenter la production de sisal à Madagascar. Berenty ne produisait que 20 tonnes de sisal en 1949, mais en 1964, elle en produit 600 tonnes . 
Dans les années 1960, Henry de Heaulme commence à transmettre l'affaire à son fils aîné Jean.

### Carrière politique à Madagascar
Lorsque Charles de Gaulle revint au pouvoir en 1958 avec pour ambition de dissoudre définitivement l'empire colonial français, le chemin de Madagascar vers l'indépendance commença également. Henry de Heaulme a été initialement élu par le peuple malgache comme représentant provincial, devenant président de l'assemblée provinciale puis vice-président de l'Assemblée nationale constituante. En tant que l'un des pères fondateurs, il a signé la Loi fondamentale de la nouvelle République de Madagascar en octobre 1958 avec les hommes politiques Laurent Botokeky, Monja Jaona et le futur président Tsiranana. Une stèle à Tanarive commère ces noms dont celui de Heaulme.
Le président Tsiranana décerne à Henry de Heaulme l'Ordre national de Madagascar pour ses services.

### La dictature militaire
En janvier 1975, le cyclone Débora dévaste le sud de l'île. Les maisons de Berenty et une grande partie des plantations de sisal du Mandrare ont été détruites. La reconstruction commence immédiatement, mais elle est difficile . Le pays est également retombé dans la tourmente politique. Le général Ramanantsoa démissionna et le président nouvellement élu Ratsimandrava fut assassiné six jours plus tard, le 11 février 1975. menant le pays au bord de la guerre civile. Après un gouvernement de transition dirigé par le général Gilles Andriamahazo, l'ancien ministre des Affaires étrangères Didier Ratsiraka prends le pouvoir le 15 juin 1975 et dirige le pays de manière autocratique jusqu'en 1991.
Le 30 décembre 1975, la République démocratique de Madagascar à orientation socialiste est proclamée. Ratsiraka nationalise de larges pans de l’économie et rompt toutes relations avec la France. Ces politiques accélèrent le déclin de l’économie malgache. Les voisins de la famille de Heaulme sur le Mandrare, la famille de Guitaut, propriétaires de vignes et de forêts autour du château de l'Epoisses en Bourgogne, laissent leurs plantations de sisal aux surveillants de l'État des Merina et rentrent en France. 
Henry de Heaulme, âgé de 76 ans, quitte également l'île. Comme son frère Alain et les Dupray, il se retire en Dordogne. Jean de Heaulme, pour sa part, séjourne à Berenty. La socialisation de l’économie conduit à des pénuries d’approvisionnement. Il y a une pénurie de riz, d'huile de cuisson, de bougies et de carburant et les protestations continuent d'avoir lieu. En décembre 1976, de violents affrontements éclatent entre Malgaches et Comoriens à Mahajanga. En mai 1978, les manifestations étudiantes de Tananarive sont réprimées dans le sang. Il y a trois morts. En 1978, l’île est frappée par une vague de xénophobie. De nombreux marchands et commerçants indiens, chinois et grecs sont expulsés. Les révoltes éclatent également dans le sud, une nouvelle fois en proie à la sécheresse.
En octobre 1978, un comptable suisse de Heaulmes a tiré une fusée éclairante dans le ciel nocturne de Fort Dauphin. Les restes finissent sur la place du marché et effraient les habitants. L'armée intervient. Le Suisse a obtenu l'autorisation d'exploiter huit fusées, mais en a transmis deux à Jean de Heaulme. Son bureau est perquisitionné. En plus des deux signaux de détresse, trois pistolets sont retrouvés et bien qu'il possède un permis d'armes à feu, il est arrêté pour subversion et espionnage. Aline de Heaulme, son épouse, est consul honoraire de France à Fort Dauphin et utilise l'ambassade pour défendre son époux. Une délégation de travailleurs des plantations de Berenty se présente au commissariat de Fort Dauphin et demande sa libération. Les ouvriers menacent même de se révolter. Jean de Heaulme les dissuade de se rebeller. Après cinq mois, il fut libéré de prison en février 1979.
Jean, perturbée par son emprisonnement, quitte ses fils Henry (* 1960) et Philippe (* 1962) ainsi que leur fille Claire (* 1967) mis en sécurité en France avec leur grand-père Henry. Henry de Heaulme, honoré par le président Tsiranana comme l'un des pères fondateurs de l'indépendance de Madagascar, est un homme brisé. En 1984, il visite à nouveau Berenty. A son retour, Henry de Heaulme tombe gravement malade et ne quitte plus sa maison en Dordogne jusqu'à sa mort deux ans plus tard.